# Gladys Requena
Gladys del Valle Requena (Puerto Santo, Estado Sucre, 9 de noviembre de 1952) es una política venezolana, diputada de la Asamblea Nacional de Venezuela para el período 2021-2026. Fue la Segunda Vicepresidente de la Asamblea Nacional Constituyente de Venezuela desde el 10 de octubre de 2018 hasta el cese de funciones del organismo el 18 de diciembre de 2020. Fue elegida Diputada Constituyente en las elecciones de la ANC el 30 de julio de 2017.
También fue diputada a la Asamblea Nacional por el Estado Vargas para el período 2010-2016. Se separa del cargo el 28 de abril de 2015 tras ser designada Ministra del Poder Popular para la Mujer y la Igualdad de Género por el presidente Nicolás Maduro, hasta ser sustituida por Blanca Eekhout a finales de 2016.

## Biografía

### Estudios y carrera política
Fue egresada de castellano y literatura al Instituto Pedagógico de Caracas en 1977 y de derecho laboral a la Universidad Central de Venezuela en 1982. El presidente de Venezuela Nicolás Maduro la designó el 29 de junio de 2018 como Presidenta del Instituto Nacional de Servicios Sociales (INASS).
Miembro propulsora de la Unión Nacional de Mujeres de Venezuela. como plataforma política de mujeres revolucionarias.